# Сарепта (завод)
Волгоградский горчично-маслобойный завод «Сарепта» — предприятие по переработке горчицы в Волгограде.
Крупнейшее в России предприятие, осуществляющее переработку маслосемян горчицы. Волгоградский горчичный завод в нынешнем виде ведёт свою историю с 1956 года. Завод являлся монополистом по производству горчичного порошка на территории бывшего СССР.
Суточная мощность завода — 125 тонн маслосемян горчицы. В год заводом перерабатывается 45000 тонн семян, из которых вырабатывается 13 000 тонн горчичного масла и 20 500 тонн горчичного порошка.
Назван в честь исторического названия Сарепта-на-Волге, поселения гернгутеров — колонистов в России.